# Французько-філіпінські відносини

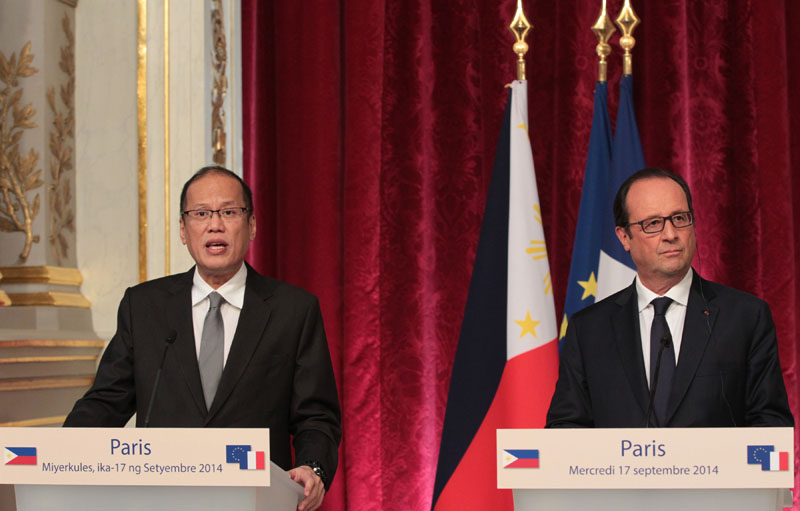
Президент Беніньо Аквіно III з президентом Франції Франсуа Олландом в Єлісейському палаці, Париж

Французько-філіппінські відносини стосуються зовнішніх відносин між Францією та Філіппінами. У 1947 році Франція та Філіппіни підписали Договір про дружбу, який встановив дипломатичні відносини з двома країнами.
Франція є четвертим за величиною торговим партнером Філіппін в Європейському Союзі після Німеччини, Нідерландів та Великої Британії, обсяг торгівлі становив 2,39 мільярда доларів станом на жовтень 2014. Це становило збільшення на 24 % порівняно з аналогічним періодом 2013 року.
У 2015 президент Франції Франсуа Олланд здійснив дводенний державний візит до Філіппін.

## Історія
Відносини між Францією та Філіппінами сягали коріння ще з епохи розвідки.  Коли іспанська експедиція під Магелланом дійшла до Філіппін, серед її екіпажу було 15 французів. Сюди входять Жан Петі з Анже, лейтенант Тринідаду та Бернар Калмет, капелан Сан-Антоніо.
Французькі місіонери також сприяли поширенню християнства на Філіппінах. Перша єпархіальна семінарія на Філіппінах, семінарія Св. Климента в Манілі, була створена за допомогою французького монсеньйора Шарля-Томаса Майярда де Турнона в 1704 році.  Французькі торговці, технічні працівники, солдати, офіцери та бригади в рамках торгівлі "Маніла Галлеон" також приїхали на Філіппіни. Французи визнали потенціал Філіппін у торговій сфері до 17 століття. Франція виявила потенційне використання абаки у виробництві військово-морських припасів, зокрема мотузок. Незважаючи на обмеження іспанського колоніального уряду щодо зовнішньої торгівлі, французькі та інші іноземні торговці вже були в Манілі до того, як вона офіційно  була відкрита для зовнішньої торгівлі. Паризька мода стала стандартом у Манілі. Іноземні торговці імпортували французькі товари, такі як панчохи, муслінове і лляне полотно, парасольки, рукавички  у Філіппіни, тоді як філіппінці експортували більшу свою частину  до Франції.
Франція стала першою країною, яка створила консула в Іспанських Філіппінах, а за ними Бельгія, США та Велика Британія у листопаді 1844 року. Франція створила свого консула в Манілі в березні 1824 року.
Після відкриття Суецького каналу , відносини між Філіппінами та європейськими країнами, включаючи Францію, стали більш значущими. До Франції приїхали  заможні та інтелектуальні філіппінці, до яких належать Хосе Різаль, Фелікс Ідальго та Хуан Луна. Французькі конгрегації засновували коледжі на Філіппінах, серед цих колегій були Успенський коледж та Сент-Пол-коледж. Французький лібералізм також знайшов шлях до Філіппін, що вплинуло на філіппінську колоніальну опозиційну владу, реформаторів та революціонерів.
Під час сторіччя Французької революції 1889 р. Хосе Різаль прагнув організувати конференцію під назвою Асоціація інтернаціоналу філіппінців, яка повинна бути започаткована разом із Президентом Фердінанд Блюментаріттом та Віце-президентом Едмоном Плаухутом. Французи також дозволили Різалу жити в еміграції у Франції, де він написав книги Нолі Ме Тангер і Елі Філібустерісмо.
Революціонери Філіппін шукали підтримки Франції. У січні 1897 року Філіппінська комісія в Гонконзі надіслала петицію до міністра закордонних справ М. Генрі Ханното, перерахувавши 50 пунктів щодо філіппінської скарги проти Іспанії та закликаючи допомогти Франції. У 1898 році Еміліо Агінальдо також направив свого делегата до Парижу для переговорів про угоду, яка стосувалася долі Філіппін після іспано-американської війни.Мешканці Філіппін у Парижі, закликані урядом Філіппін у вигнанні в Гонконзі, склали комісію, яка закликала визнати Республіку. Комісією  якою керували Педро Роксас та Хуан Луна.
Однак філіппінським революціонерам не вдалося отримати французьку підтримку. Франція залишилася нейтральною та  відсторонилася від філіппінських революціонерів, оскільки Франція поважала суверенітет Іспанії над Філіппінами як колегіальну державу.  

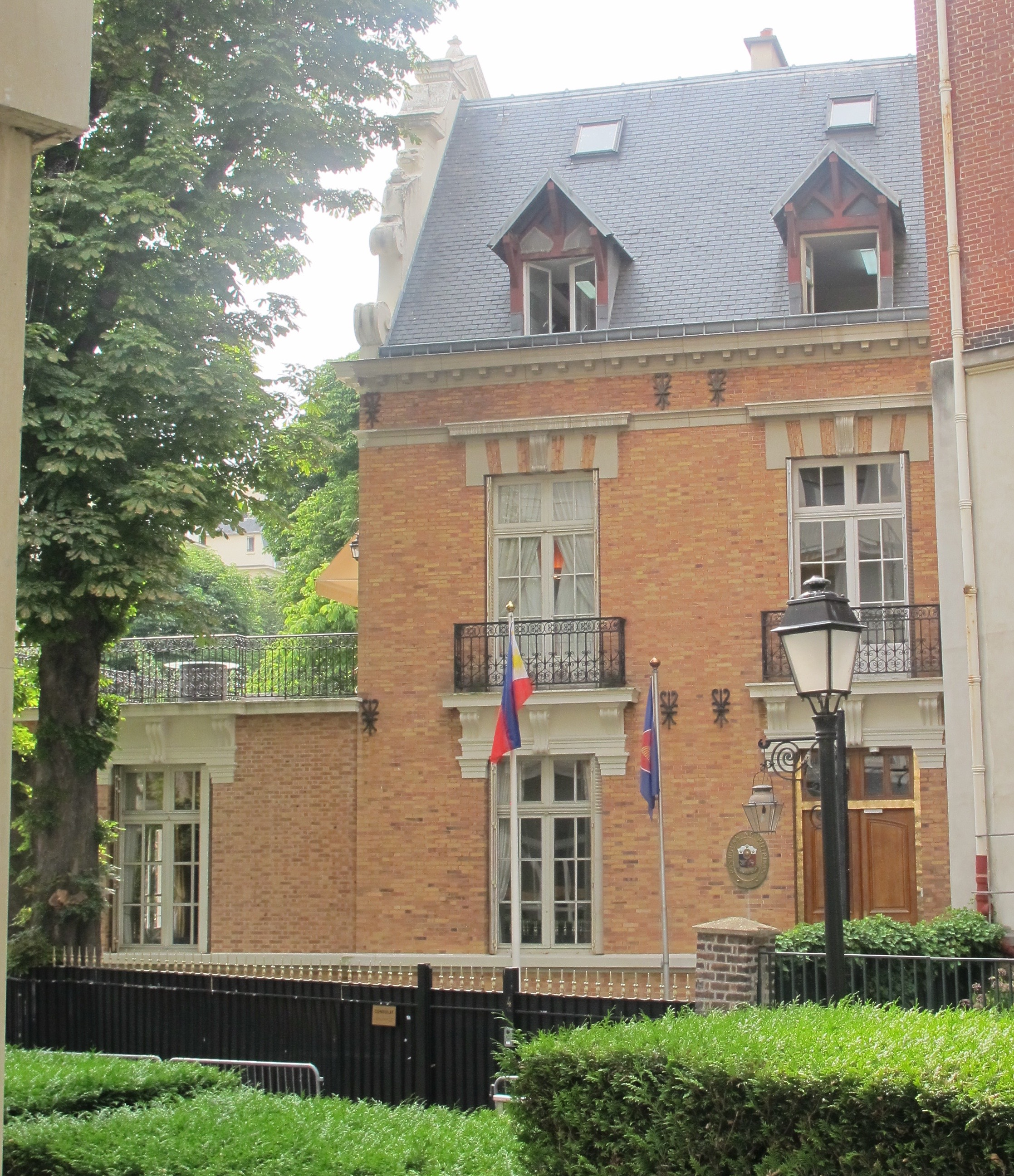
Посольство Філіппін у Парижі

Дипломатичні відносини між Францією та Філіппінами були офіційно встановлені 26 червня 1947 року з підписанням Договору про дружність.

## Філіппінці у Франції
Більше 60 000 філіппінців, які зараз проживають у Франції, живуть нелегально. 80 % філіппінців у Франції проживають у країні менше семи років, а 95 % живуть у Франції менше 15 років. У Парижі проживає невелика філіппінська громада.